# إيتيان سوريو
إيتيان سوريو (بالفرنسية: Étienne Souriau)‏ (26 أبريل 1892 - 19 نوفمبر 1979) فيلسوف فرنسي، اشتهر بعمله في علم الجمال.
درس في المدرسة العليا للأساتذة، وتلقى تعلميه الفلسفي في عام 1925. بعد التدريس في جامعتي إيكس إن بروفنس وليون أصبح أستاذًا في جامعة السوربون، حيث شغل كرسيًا في علم الجمال. كان رئيس تحرير مجلة Revue d'esthétique وانتُخب في أكاديمية العلوم والعلوم السياسية في عام 1958. مؤخرًا، استحوذت أعمال برونو لاتور على اهتمامات سوريو، وخاصة أعماله في علم الوجود والميتافيزيقيات فيما يتعلق بنظرياته عن مختلف طرق الوجود.

## روابط خارجية
- إيتيان سوريو على موقع ميوزك برينز (الإنجليزية)